# Роды семейства Гвоздичные

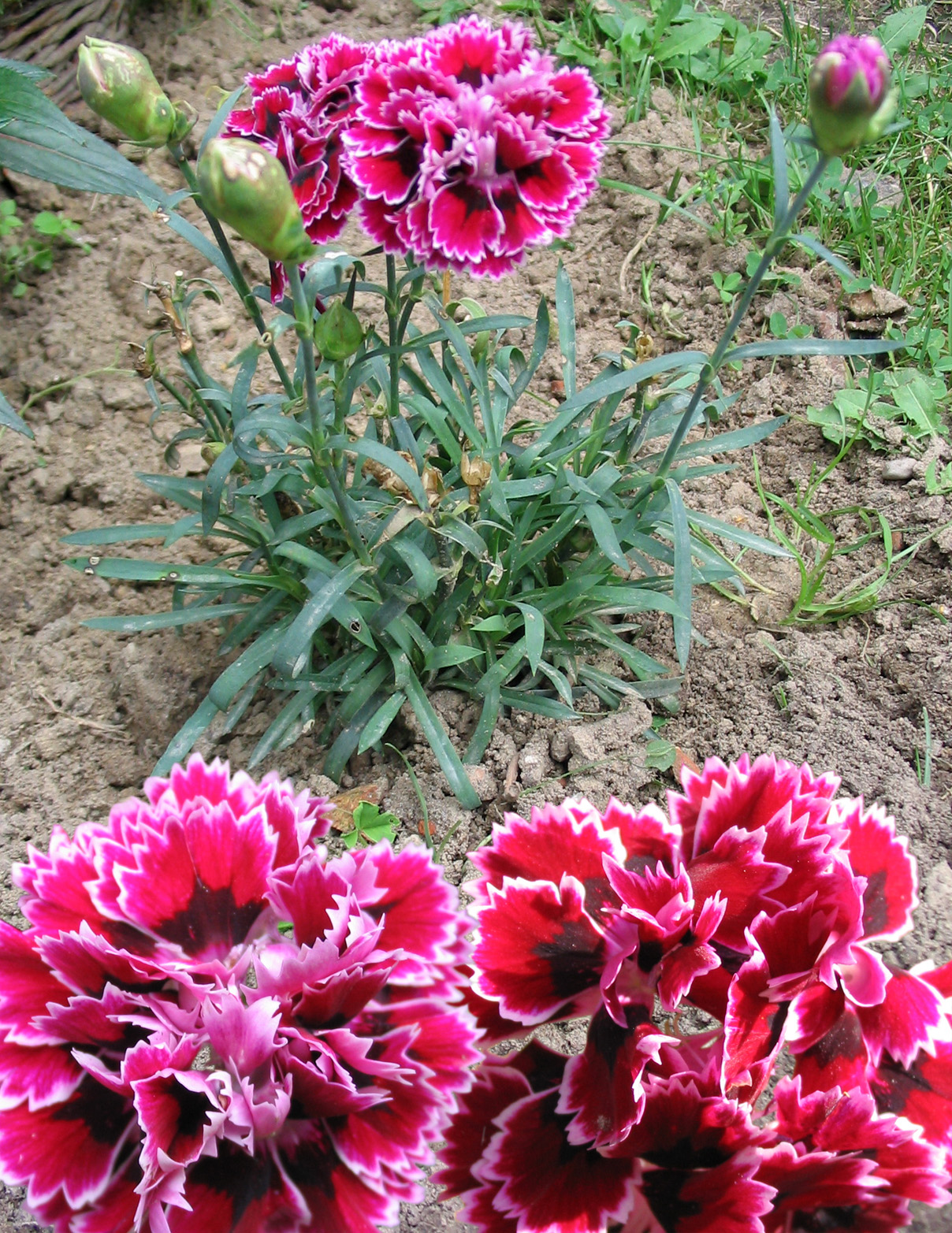
Dianthus caryophyllus — типовой вид рода Dianthus, типового рода семейства Гвоздичные

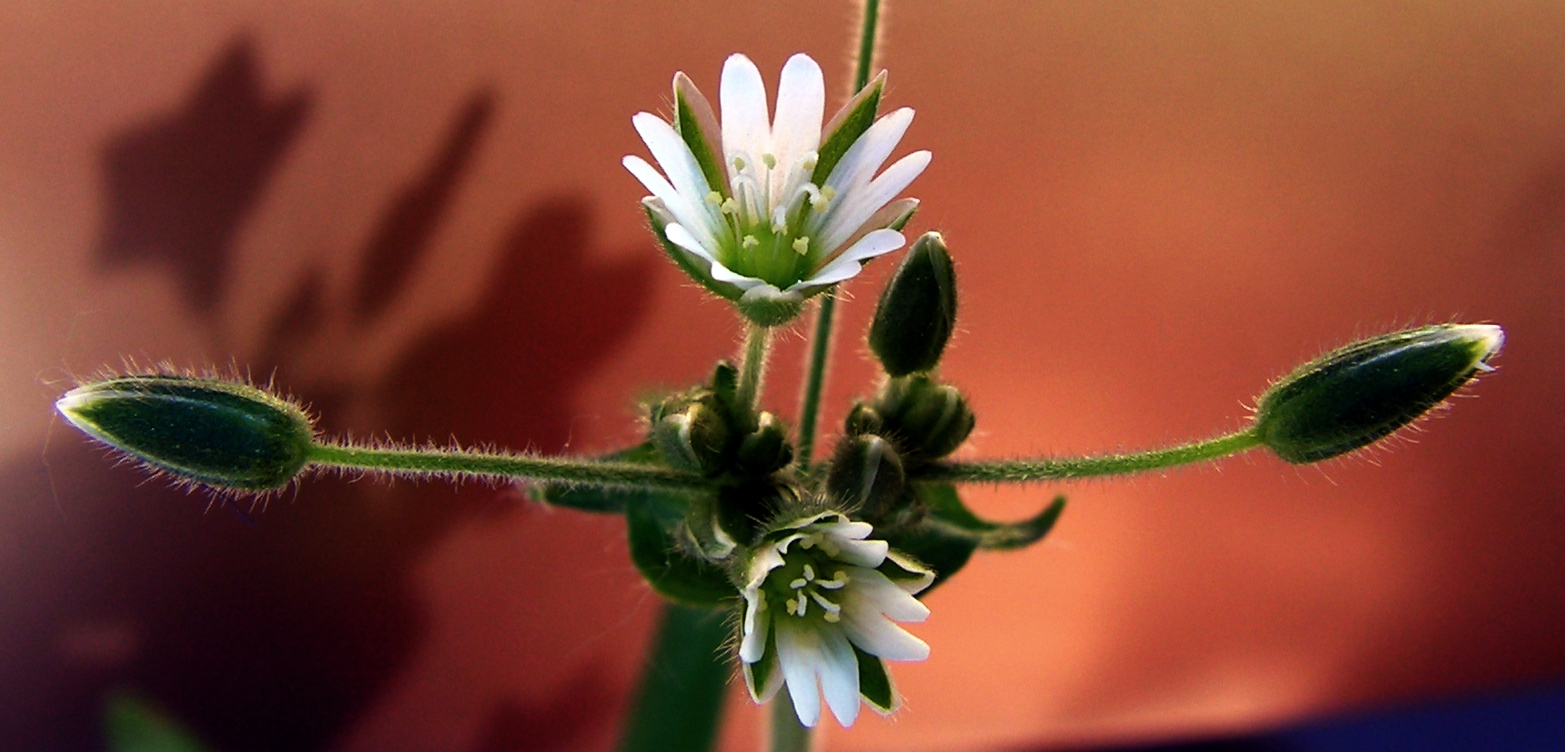
Cerastium fontanum — Ясколка обыкновенная, или Ясколка костенцовая

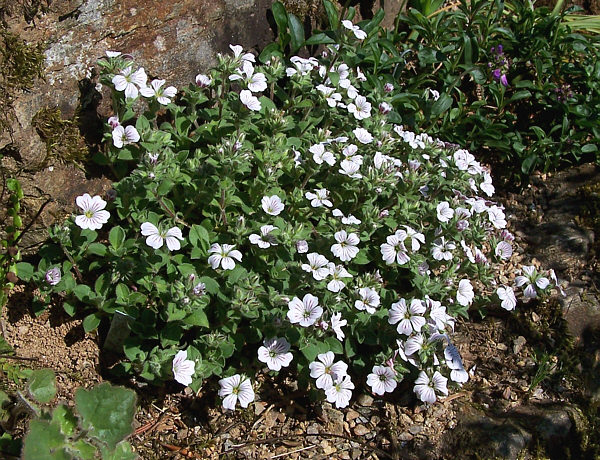
Gypsophila cerastioides

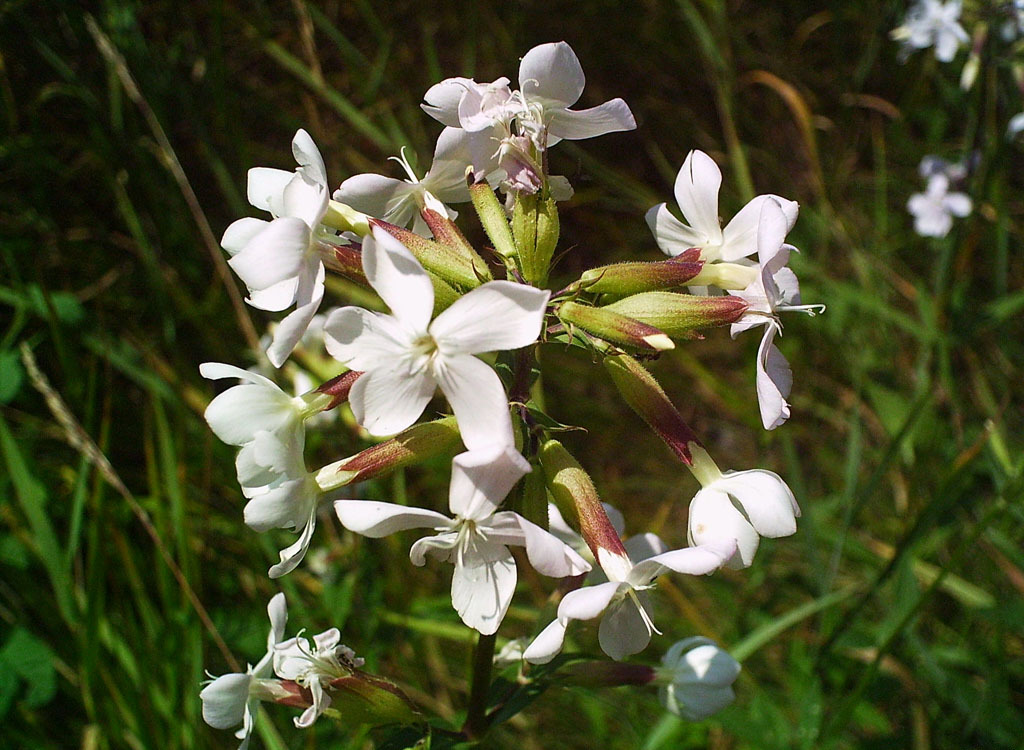
Saponaria officinalis — Мыльнянка лекарственная

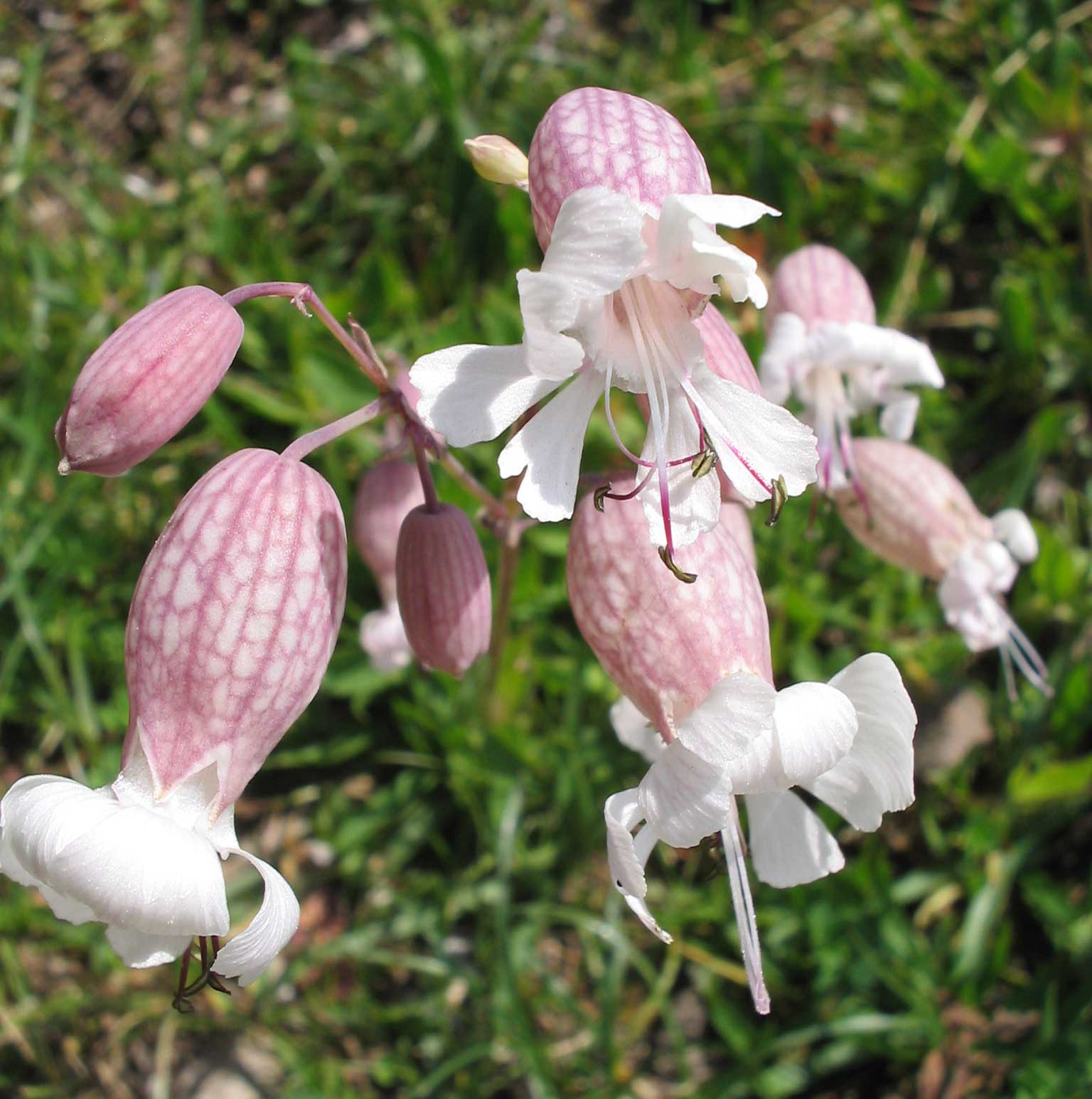
Silene vulgaris — Смолёвка обыкновенная, или Хлопушка

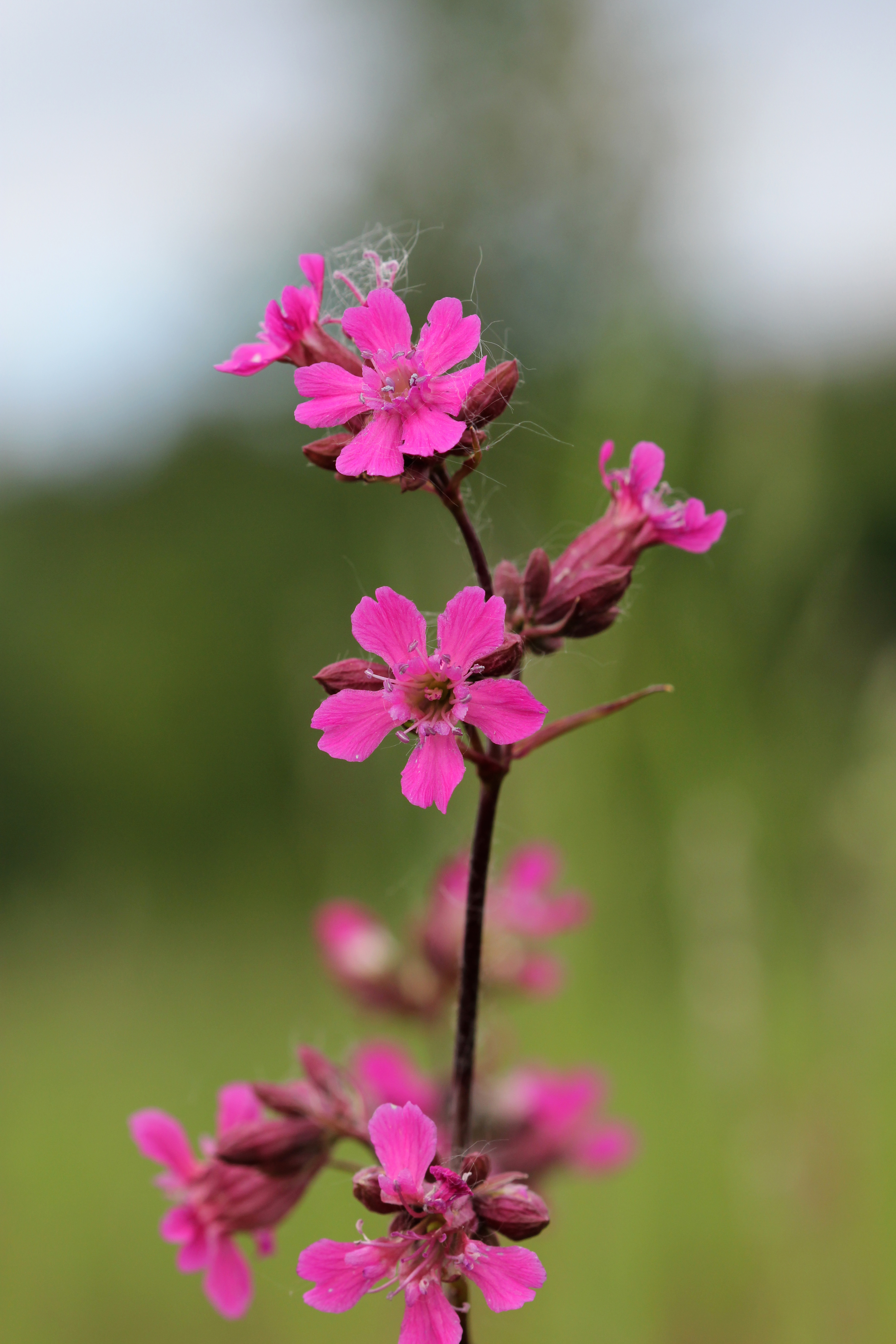
Silene viscaria — Смолка клейкая, или Смолка обыкновенная

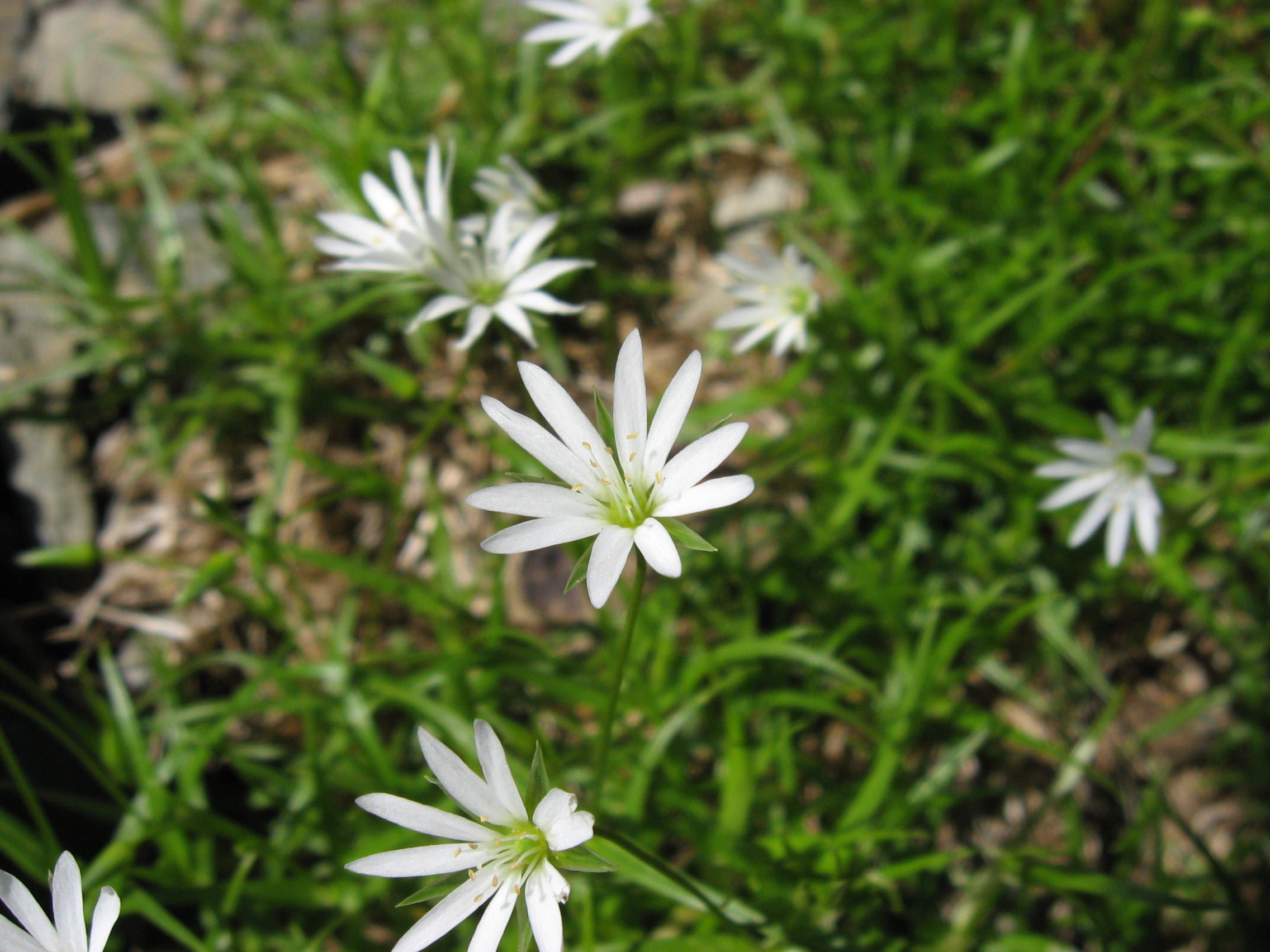
Stellaria nipponica

Список составлен на основе данных Angiosperm Phylogeny Website (APWeb) (см. раздел Ссылки).
Русские названия родов приведены, если не указан иной источник, по изданию Флора СССР, т. VI (см. раздел Литература).
Как правило, синонимика родов в данном списке не приводится.
- Acanthophyllum C.A.Mey. — Колючелистник (включая роды Allochrusa Bunge ex Boiss. — Аллохруза и Scleranthopsis Rech.f.)
- Achyronychia Torr. & A.Gray
- Agrostemma L. — Куколь. Два или более видов европейских однолетних трав с розовыми цветками[1].
- Arenaria L. — Песчанка. Около 270[2] видов многолетних трав и полукустарников, распространённых большей частью в Северного полушария; несколько видов встречаются также и в Южном полушарии[1].
- Atocion Adans. — Зоречка
- Balkana Madhani & Zarre
- Bolanthus (Ser.) Rchb.
- Brachystemma D.Don
- Bufonia L. — Бюффония, или Жабница
- Cardionema DC.
- Cerastium L. — Ясколка. Около 200[3] видов однолетних и многолетних травянистых растений, распространённых в зонах с умеренным климатом, большей частью в Северном полушарии[1].
- Cerdia DC.
- Chaetonychia (DC.) Sweet
- Cherleria L. — Херлерия[4]
- Colobanthus Bartl. — Колобантус, или Колобант. Травянистые растения. Входящий в этот род Колобантус кито (Colobanthus quitensis) — один из двух видов цветковых растений, встречающихся на территории Антарктиды.
- Cometes L.
- Corrigiola L.
- Cyathophylla Bocquet & Strid
- Dadjoua Parsa
- Dianthus L. — Гвоздика. Около 330 видов растений, распространённых большей частью в Евразии, но встречающихся также в Северной Америке и в Южной Африке. Гибриды, полученные на основе некоторых видов, — популярные садовые растения[1].
- Diaphanoptera Rech.f.
- Dicheranthus Webb
- Dichodon (Rchb.) Rchb.
- Dolophragma Fenzl
- Drymaria Willd. ex Schult.
- Drypis L.
- Eremogone Fenzl — Пустынница
- Eudianthe Rchb.
- Facchinia Rchb.
- Graecobolanthus Madhani & Rabeler
- Gymnocarpos Forssk.
- Gypsophila L. — Качим, или Гипсолюбка, или Гипсофила (включая род Vaccaria Wolf — Тысячеголов). Около 150[5] видов однолетних и многолетних трав из Евразии и Северной Африки[1].
- Habrosia Fenzl
- Hartmaniella M.L.Zhang & Rabeler
- Haya Balf.f.
- Heliosperma (Rchb.) Rchb.
- Herniaria L. — Грыжник
- Heterochroa Bunge
- Holosteum L. — Костенец
- Honckenya Ehrh. — Гонкения
- Illecebrum L.
- Kabulia Bor & C.E.C.Fisch.
- Krauseola Pax & K.Hoffm.
- Lepyrodiclis Fenzl — Пашенник
- Loeflingia L.
- Lychnis L. — Зорька, или Лихнис (включая род Coronaria Guett. — Горицвет)
- Mcneillia Dillenb. & Kadereit
- Microphyes Phil.
- Minuartia L. — Минуарция, или Минуартия. Около 100 видов однолетних и многолетних трав, распространённых в умеренных и холодных регионах Северного полушария; род близок к роду Ясколка (Cerastium)[1].
- Minuartiella Dillenb. & Kadereit
- Moehringia L. — Мёрингия
- Moenchia Ehrh. — Мёнхия. Род назван в честь Конрада Мёнха (нем. Conrad Moench, 1744—1805), немецкого ботаника, фармацевта, химика.
- Mononeuria Rchb.
- Myosoton Moench — Мягковолосник
- Odontostemma Benth.
- Ortegia L.
- Paronychia Mill. — Приноговник, или Приноготовник. Около 50 видов низкорослых трав, распространённых большей частью в Средиземноморье[1].
- Pentastemonodiscus Rech.f.
- Petroana Madhani & Zarre
- Petrocoptis A.Braun ex Endl.
- Petrorhagia (Ser.) Link — Петрорагия
- Philippiella Speg.
- Phryna (Boiss.) Pax & K.Hoffm.
- Plettkea Mattf.
- Pollichia Aiton
- Polycarpaea Lam.
- Polycarpon Loefl. ex L. — Многоплодник
- Polytepalum Suess. & Beyerle
- Psammophiliella Ikonn. — Песколюбочка
- Psammosilene W.C.Wu & C.Y.Wu
- Pseudocerastium C.Y.Wu, X.H.Guo & X.P.Zhang
- Pseudocherleria Dillenb. & Kadereit
- Pseudostellaria Pax — Ложнозвездчатка
- Pteranthus Forssk. — Крылоцветник
- Pycnophyllopsis Skottsb.
- Pycnophyllum J.Rémy
- Reicheella Pax
- Rhodalsine J.Gay
- Sabulina Rchb.
- Sagina L. — Мшанка, или Сагина. Около 20 видов низкорослых трав, распространённых в регионах Северного полушария с умеренным климатом, а также в горах более южных районов[1].
- Saponaria L. — Мыльнянка, или Сапонария. Около 20 видов многолетних и однолетних травянистых растений из Евразии[1].
- Schiedea Cham. & Schltdl.
- Scleranthus L. — Дивала. Десять видов низкорослых однолетних и многолетних растений, распространённых в регионах с умеренным климатом как Северного, так и Южного полушария (за исключением Северной Америки); многие виды — подушкообразные растения[1].
- Scopulophila M.E.Jones
- Silene L. — Смолёвка (включая род Cucubalus L. — Волдырник). Около 420 видов[6] многолетних, двулетних и однолетних травянистых растений, распространённых в холодных и умеренных регионах Северного полушария[1]. Согласно современным представлениям в этот род входят также виды, ранее составлявшие род Дрёма (Melandrium Röhl.)[7].
- Solitaria (McNeill) Sadeghian & Zarre
- Spergula L. — Торица
- Spergularia (Pers.) J.Presl & C.Presl — Торичник
- Sphaerocoma T.Anderson
- Stellaria L. — Звездчатка, или Звёздочка. Более 120 видов многолетних и однолетних травянистых растений, распространённых в умеренных регионах всего света[1].
- Stipulicida Michx.
- Telephium L. — Телефиум, или Хлябник
- Thurya Boiss. & Balansa
- Thylacospermum Fenzl — Тилакоспермум
- Triplateia Bartl.
- Viscaria Bernh.
- Wilhelmsia Rchb.
- Xerotia Oliv.